# 菩提心
菩提心（Bodhicitta）就是成佛的心。菩提，梵文為 बोध（bodhi），意譯為覺。大乘佛教中，佛果稱為阿耨多羅三藐三菩提，即無上正等正覺。發心求阿耨多羅三藐三菩提，名為發菩提心。發菩提心為菩薩因行與如來果證的動力。《華嚴經》中說：「菩提心者，如一切佛法種子」。
菩薩是大乘佛教的修行者，欲為菩薩，首發菩提心，不忘失菩提心，誓願令眾生入無餘涅槃，而修四無量心」是發菩提心的前行。
寂天菩萨所造《入菩萨行论》中解释菩提心需要两个条件，一者缘众生，即利益的对象为六道轮回中的一切众生，二者缘佛果，即不仅要令一切众生获得暂时的快乐，最终要令众生成就佛果而获得究竟的安乐。菩提心又分为愿菩提心和行菩提心，发愿利益众生令众生成佛为愿菩提心，发菩提心，受持菩薩戒即称之为菩萨，发心后，調伏解淨化心性言行，修學六度（布施、持戒、忍辱、精进、禅定、般若）轉眾生行為六度萬行，恒常利益众生即为行菩提心。菩提心为成佛之因，是佛道的精髓。
“舍利弗！不可以少善根福德因緣，得生彼國。（《阿彌陀經》）” 大乘的其中一個學處就是修菩提心。

## 发菩提心
四弘誓願：
1. 众生无边誓愿度
2. 烦恼无尽誓愿断
3. 法门无量誓愿学
4. 佛道无上誓愿成

## 五種菩提
龍樹菩薩所造《大智度論》中，提出了五種菩提。：
復有五種菩提：一者、名「發心菩提」，於無量生死中發心為阿耨多羅三藐三菩提故，名為菩提——此因中說果。二者、名「伏心菩提」，折諸煩惱，降伏其心，行諸波羅蜜。三者、名「明心菩提」，觀三世諸法本末總相、別相，分別籌量，得諸法實相，畢竟清淨，所謂般若波羅蜜相。四者、名「出到菩提」，於般若波羅蜜中得方便力故，亦不著般若波羅蜜，滅一切煩惱，見一切十方諸佛，得無生法忍，出三界，到薩婆若。五者、名「無上菩提」，坐道場，斷煩惱習，得阿耨多羅三藐三菩提。
聖嚴法師則認為這是菩提心的五種層次，學佛一開始就要發菩提心、成佛的願心，此即發心菩提。
第二是伏心菩提，「伏」是降伏的意思，就是降伏煩惱魔。自己知道心產生煩惱的起伏，就要用佛法的觀念、方法來調伏，譬如苦、空、無常、無我等觀念。
第三是明心菩提，明心是明智慧心，見清淨的佛性，也就是一般所講的見性或見佛性。明心菩提已斷煩惱一分，得無生法忍，所以到明心菩提階段，就是初地以上的菩薩了。
第四是出到菩提，「出」是出去、出離，也就是解脫；「到」是到達彼岸，也就是波羅蜜，度的意思。從生死苦海的此岸出離到達不生不滅的彼岸，這是第八地菩薩，從此不再受三界任何煩惱所困擾、影響。依小乘的佛法來講就是阿羅漢，不過，阿羅漢沒有修慈悲行、沒有修福、沒有度無量的眾生，因此從菩薩道來講，尚未解脫。如果阿羅漢要成佛，一定要迴小向大，廣度眾生，等圓滿了菩提，才能成佛，也就進入最後一階段——無上菩提。
「無上」是最圓滿的，是證到妙覺的果位，也就是佛。佛還是有菩提心，叫作無上菩提心。

## 發菩提心真言
一切菩薩最初發心清淨真言：
唵(一)菩地(二)室多(三)牟致波(二合四)陀耶(五)弭(六)
Oṃ bodhi-cittam utpadayāmi

出自《大乘本生心地觀經-發菩提心品第十一》

## 自他交換和六因七果
菩提心是指為利一切眾生悉皆成佛，而我必須成佛來利益一切眾生。
菩提心的修持方法有自他交換和六因七果兩種。
慈心是予樂之心，给予眾生快樂。
悲心是拔苦之心。
沒有出離心就沒有菩提心。 菩提心可以和出離心一起修。
大悲心是菩提心的根本。

### 自他交換的修持方法
簡單來說就是以大悲心，菩提心，把眾生的苦都給自己，自己的快樂都給眾生，把所有眾生都趨向成佛的果位。

### 六因七果的修持方法
知母，知恩，報恩，大慈，大悲，熱誠心，菩提心

#### 知母
無始以來所有的眾生都曾經做過自己的母親，所以應把所有眾生都當成自己母親般看待

#### 知恩
我們必須常念母親累世對我們的生育之恩。而既然所有眾生都曾做過我們的母親，那所有的眾生對我們都有無量無邊的生育之恩。

#### 報恩
我們不僅要知母，知恩，也要報答母親對我們的恩德。

#### 大慈
慈心是予樂之心，眾生快樂，我讓他更快樂。為報答母親對我們的恩德，因而生起眾生平等的大慈心。

#### 大悲
大悲心：於一切眾生如母愛獨子之悲憫之心，也就是視一切眾生為平等，如同母親愛護唯一的兒子般的悲憫之心。

#### 熱誠心(一般翻譯為增上意樂，但依尊法王的翻譯為熱誠心)
以眾生平等的大慈心，大悲心，利益一切眾生皆成佛

#### 菩提心
依以上六個因，故而生菩提心（七果）。為利益一切眾生願成佛，而我必須成佛來利益一切眾生的菩提心。

## 相關著作
- 《菩提心離相論》（署名龍樹），與蓮花戒《菩提心觀釋》內容幾近一致
- 《發菩提心經論》（署名彌勒或世親）
- 法相宗慧沼（651－714）：《勸發菩提心集》
- 隨瑜伽行中觀派蓮華戒(c. 740－795) ：《廣釋菩提心論》，即《修習次第（初篇）》
- 真言律宗叡尊（日语：叡尊）〈1201－129）：《勸發菩提心集流壅記》
- 薩迦派無著賢（法语：Thokmé Zangpo）（1295－1369）：《大乘修心七義論釋》
- 格魯派宗喀巴（1357－1419）：《修菩提心七義論》
- 淨土宗省庵（1686－1734）：《勸發菩提心文》